# Europese kampioenschappen kunstschaatsen 1994
De Europese Kampioenschappen kunstschaatsen zijn wedstrijden die samen een jaarlijks terugkerend evenement vormen, georganiseerd door de Internationale Schaatsunie (ISU).
De kampioenschappen van 1994 vonden van 17 tot en met 23 januari plaats in Kopenhagen. Het was de derde keer dat de kampioenschappen hier en in Denemarken plaatsvonden. Eerder vonden de EK’s van 1975 en 1986 hier plaats.
Voor de mannen was het de 86e editie, voor de vrouwen en paren was het de 58e editie en voor de ijsdansers de 41e editie.

## Historie
De Duitse en Oostenrijkse schaatsbond, verenigd in de "Deutscher und Österreichischer Eislaufverband", organiseerden zowel het eerste EK Schaatsen voor mannen als het eerste EK Kunstschaatsen voor mannen in 1891 in Hamburg, in toen nog het Duitse Keizerrijk, nog voor het ISU in 1892 werd opgericht. De internationale schaatsbond nam in 1892 de organisatie van het EK kunstschaatsen over. In 1895 werd besloten voortaan het WK kunstschaatsen te organiseren en kwam het EK te vervallen. In 1898, na twee jaar onderbreking, vond toch weer een herstart plaats van het EK kunstschaatsen.
De vrouwen en paren zouden vanaf 1930 jaarlijks om de Europese titel strijden. De ijsdansers streden vanaf 1954 om de Europese titel in het kunstschaatsen.

## Deelname
Er namen deelnemers uit een recordaantal van 32 landen deel aan deze kampioenschappen. Zij vulden het recordaantal van 122 startplaatsen in de vier disciplines in.
Voor België nam Alice Sue Claeys voor de derde keer deel en debuteerde Christelle Damman in het vrouwentoernooi. Voor Nederland debuteerde Monique van der Velden in het vrouwentoernooi en het paar Anita Chaudharti / Hans 't Hart debuteerde bij het ijsdansen.
(Tussen haakjes het totaal aantal startplaatsen over de disciplines.)
| Duitsland (10) Oekraïne (10) Rusland (10) Frankrijk (9) Finland (6) Polen (6) Tsjechië (6) | Verenigd Koninkrijk (5) Italië (5) Azerbeidzjan (4) Hongarije (4) Letland (4) Zwitserland (4) Bulgarije (3) | Estland (3) Kroatië (3) Litouwen (3) Oostenrijk (3) Slowakije (3) Wit-Rusland (3) | België (2) Denemarken (2) Nederland (2) Noorwegen (2) Slovenië (2) Spanje (2) | Zweden (2) Georgië (1) Joegoslavië (1) Luxemburg (1) Roemenië (1) Turkije (1) |

## Medaille verdeling
Bij de mannen veroverde de Oekraïner Viktor Petrenko voor de derde keer de Europese titel, in 1990 en 1991 won hij zijn eerdere titels. Het was zijn zesde medaille, in 1987 en 1988 werd hij derde en in 1992 tweede. Zijn landgenoot Viacheslav Zagorodniuk op plaats twee behaalde zijn derde medaille, in 1990 en 1991 werd hij derde. De Rus Alexei Urmanov op plaats drie behaalde zijn tweede medaille, in 1992 werd hij derde.
Bij de vrouwen prolongeerde de Française Surya Bonaly de Europees titel, het was haar vierde titel op rij en ook haar vierde medaille. De Oekraïense Oksana Baiul op plaats twee veroverde haar tweede medaille, in 1993 werd ze ook tweede. Voor de Russin Olga Markova op plaats drie was het haar eerste medaille.
Voor de tiende keer stond er bij het paarrijden drie duo’s uit één natie op het erepodium. Na acht keer (1969, 1971, 1977, 1980, 1985, 1986, 1990 en 1991) paren uit de Sovjet-Unie, stonden er in 1992 en dit jaar drie Russische paren op. Het paar Jekaterina Gordejeva / Sergej Grinkov werd voor de derde keer Europees kampioen, ook in 1988 en 1990 behaalden ze de titel. Het was hun vierde medaille, in 1986 werden ze tweede. Het paar Evgenia Shishkova / Vadim Naumov eindigde voor de vierde opeenvolgende keer op het erepodium, dit jaar tweede, de drie voorgaande jaren op de derde plaats, het was ook hun vierde medaille. Het debuterende paar Natalia Mishkutenok / Artur Dmitriev eindigde op de derde plaats.
Bij het ijsdansen werd het Britse paar Jayne Torvill / Christopher Dean voor de vierde keer Europees kampioen. Hun eerdere titels behaalden ze in 1981, 1982 en 1984. Het Russische paar Oksana Grishuk / Jevgeni Platov op plaats twee stonden voor de derde keer op het erepodium, in 1992 werden ze derde en in 1993 ook tweede. Hun landgenoten Maya Usova / Alexander Zhulin op plaats drie stonden voor de zesde keer op het erepodium, in 1993 werden ze Europees kampioen, in 1989, 1990, 1992 tweede en in 1991 derde.
| Discipline | Goud                                  | Zilver                           | Brons                                |
| ---------- | ------------------------------------- | -------------------------------- | ------------------------------------ |
| Mannen     | Viktor Petrenko                       | Viacheslav Zagorodniuk           | Alexei Urmanov                       |
| Vrouwen    | Surya Bonaly                          | Oksana Baiul                     | Olga Markova                         |
| Paren      | Jekaterina Gordejeva / Sergej Grinkov | Evgenia Shishkova / Vadim Naumov | Natalia Mishkutenok / Artur Dmitriev |
| IJsdansen  | Jayne Torvill / Christopher Dean      | Oksana Grishuk / Jevgeni Platov  | Maya Usova / Alexander Zhulin        |

## Uitslagen
| #                      | naam (deelname)            | land                         | pc     |
| ---------------------- | -------------------------- | ---------------------------- | ------ |
| Goud                   | Viktor Petrenko (8)        | Vlag van Oekraïne            |        |
| Zilver                 | Viacheslav Zagorodniuk (5) | Vlag van Oekraïne            |        |
| Brons                  | Alexei Urmanov (4)         | Vlag van Rusland             |        |
| 4                      | Eric Millot (6)            | Vlag van Frankrijk           |        |
| 5                      | Philippe Candeloro (4)     | Vlag van Frankrijk           |        |
| 6                      | Dmitri Dmitrenko (2)       | Vlag van Oekraïne            |        |
| 7                      | Oleg Tataurov (2)          | Vlag van Rusland             |        |
| 8                      | Michael Tyllesen (2)       | Vlag van Denemarken          |        |
| 9                      | Andrejs Vlascenko          | Vlag van Letland             |        |
| 10                     | Ronny Winkler (6)          | Vlag van Duitsland           |        |
| 11                     | Steven Cousins (5)         | Vlag van Verenigd Koninkrijk |        |
| 12                     | Cornel Gheorghe (5)        | Vlag van Roemenië            |        |
| 13                     | Zsolt Kerekes              | Vlag van Hongarije           |        |
| 14                     | Thierry Cerez              | Vlag van Frankrijk           |        |
| 15                     | Bessarion Tsintsadze (2)   | Vlag van Georgië             |        |
| 16                     | Mirko Eichorn (3)          | Vlag van Duitsland           |        |
| 17                     | Ivan Dinev (3)             | Vlag van Bulgarije           |        |
| 18                     | Zbigniew Komorowski        | Vlag van Polen               |        |
| 19                     | Markus Leminen             | Vlag van Finland             |        |
| 20                     | Igor Lutikov               | Vlag van Azerbeidzjan        |        |
| 21                     | Rastislav Vnucko (3)       | Vlag van Slowakije           |        |
| 22                     | Daniel Peinado (2)         | Vlag van Spanje              |        |
| 23                     | Jan Erik Digernes (6)      | Vlag van Noorwegen           |        |
| -                      | Henrik Walentin (6)        | Vlag van Denemarken          | t.z.t. |
| Vrije kür niet bereikt |                            |                              |        |
| 25                     | Oula Jaaskelainen (10)     | Vlag van Finland             |        |
| 26                     | Tobias Karlsson            | Vlag van Zweden              |        |
| 27                     | Fabrizio Garattoni         | Vlag van Italië              |        |
| 28                     | Jaroslav Suchy (5)         | Vlag van Tsjechië            |        |
| 29                     | Patrick Schmit             | Vlag van Luxemburg           |        |
| 30                     | Jan Cejvan                 | Vlag van Slovenië            |        |
| 31                     | Ralmo Reinsalu (2)         | Vlag van Estland             |        |
| 32                     | Patrick Meier (2)          | Vlag van Zwitserland         |        |
| 33                     | John Martin (4)            | Vlag van Verenigd Koninkrijk |        |
| 34                     | Florian Tuma (2)           | Vlag van Oostenrijk          |        |
| 35                     | Emrah Polatoglu            | Vlag van Turkije             |        |
| 36                     | Tomislav Cizmesija (8)     | Vlag van Kroatië             |        |
| 37                     | Vaidotas Juraitis          | Vlag van Litouwen            |        |

| #                      | naam (deelname)        | land                         | pc     |
| ---------------------- | ---------------------- | ---------------------------- | ------ |
| Goud                   | Surya Bonaly (6)       | Vlag van Frankrijk           |        |
| Zilver                 | Oksana Baiul (2)       | Vlag van Oekraïne            |        |
| Brons                  | Olga Markova (2)       | Vlag van Rusland             |        |
| 4                      | Maria Boetyrskaja (2)  | Vlag van Rusland             |        |
| 5                      | Tanja Szewczenko (2)   | Vlag van Duitsland           |        |
| 6                      | Krisztina Czako (2)    | Vlag van Hongarije           |        |
| 7                      | Anna Rechnio (2)       | Vlag van Polen               |        |
| 8                      | Katarina Witt (11)     | Vlag van Duitsland           |        |
| 9                      | Marina Kielmann (6)    | Vlag van Duitsland           |        |
| 10                     | Nathalie Krieg (3)     | Vlag van Zwitserland         |        |
| 11                     | Laetitia Hubert (5)    | Vlag van Frankrijk           |        |
| 12                     | Marie-Pierre Leray (3) | Vlag van Frankrijk           |        |
| 13                     | Irena Zemanova (2)     | Vlag van Tsjechië            |        |
| 14                     | Zuzanna Szwed (4)      | Vlag van Polen               |        |
| 15                     | Ludmila Ivanova        | Vlag van Oekraïne            |        |
| 16                     | Alice Sue Claeys (3)   | Vlag van België              |        |
| 17                     | Mila Kajas             | Vlag van Finland             |        |
| 18                     | Joelija Vorobjova (3)  | Vlag van Azerbeidzjan        |        |
| 19                     | Elena Liashenko        | Vlag van Oekraïne            |        |
| 20                     | Mojca Kopac (2)        | Vlag van Slovenië            |        |
| 21                     | Marta Andrade (2)      | Vlag van Spanje              |        |
| 22                     | Silvia Fontana         | Vlag van Italië              |        |
| 23                     | Stephanie Main         | Vlag van Verenigd Koninkrijk |        |
| 24                     | Anisette Torp-Lind (5) | Vlag van Denemarken          |        |
| Vrije kür niet bereikt |                        |                              |        |
| 25                     | Helena Grundberg       | Vlag van Zweden              |        |
| 26                     | Tamara Panjkret        | Vlag van Kroatië             |        |
| 27                     | Alma Lepina (2)        | Vlag van Letland             |        |
| 28                     | Zaneta Stefanikova     | Vlag van Slowakije           |        |
| 29                     | Ingrida Zenkeviciute   | Vlag van Litouwen            |        |
| 30                     | Tzvetelina Abrasheva   | Vlag van Bulgarije           |        |
| 31                     | Emilia Nagy            | Vlag van Hongarije           |        |
| 32                     | Hege Gronnhaug         | Vlag van Noorwegen           |        |
| 33                     | Olga Vassiljeva (2)    | Vlag van Estland             |        |
| 34                     | Inna Ovsiannikova      | Vlag van Wit-Rusland         |        |
| 35                     | Christelle Damman      | Vlag van België              |        |
| 36                     | Monique van der Velden | Vlag van Nederland           |        |
| -                      | Sandra Brajdic         | Vlag van Joegoslavië         | t.z.t. |

| #      | naam (deelname)                               | land                         | pc |
| ------ | --------------------------------------------- | ---------------------------- | -- |
| Goud   | Jekaterina Gordejeva (5) Sergej Grinkov (5)   | Vlag van Rusland             |    |
| Zilver | Evgenia Shishkova (4) Vadim Naumov (4)        | Vlag van Rusland             |    |
| Brons  | Natalia Mishkutenok (6) Artur Dmitriev (6)    | Vlag van Rusland             |    |
| 4      | Radka Kavarikova (5) Rene Novotny (10)        | Vlag van Tsjechië            |    |
| 5      | Mandy Wötzel (6) Ingo Steuer (6)              | Vlag van Duitsland           |    |
| 6      | Natalia Krestianinova Alexei Torchinsky       | Vlag van Azerbeidzjan        |    |
| 7      | Peggy Schwarz (5) Alexander König (7)         | Vlag van Duitsland           |    |
| 8      | Elena Berezhnaya (2) Oleg Sliakov (2)         | Vlag van Letland             |    |
| 9      | Elena Beloesovskaja Igor Maliar               | Vlag van Oekraïne            |    |
| 10     | Anuschka Glaser (6) Axel Rauschenbach (4)     | Vlag van Duitsland           |    |
| 11     | Leslie Monod (3) Cedric Monod (3)             | Vlag van Zwitserland         |    |
| 12     | Marta Gluchowska Mariusz Siudek (3)           | Vlag van Polen               |    |
| 13     | Marta Andrella Dmitri Kaploun                 | Vlag van Italië              |    |
| 14     | Svetlana Pristav (2) Viatsjeslav Tasjenko (2) | Vlag van Oekraïne            |    |
| 15     | Sarah Abitbol (2) Stephane Bernadis (2)       | Vlag van Frankrijk           |    |
| 16     | Elena Grigoreva (2) Serghei Sheiko (2)        | Vlag van Wit-Rusland         |    |
| 17     | Dana Mednick Jason Briggs (2)                 | Vlag van Verenigd Koninkrijk |    |
| 18     | Dorota Zagórska Janusz Komendera              | Vlag van Polen               |    |
| 19     | Ulrike Gerstl Bjorn Lobenwein                 | Vlag van Oostenrijk          |    |

| #                      | naam (deelname)                              | land                         | pc |
| ---------------------- | -------------------------------------------- | ---------------------------- | -- |
| Goud                   | Jayne Torvill (7) Christopher Dean (7)       | Vlag van Verenigd Koninkrijk |    |
| Zilver                 | Oksana Gritshuk (5) Jevgeni Platov (5)       | Vlag van Rusland             |    |
| Brons                  | Maya Usova (7) Alexander Zhulin (7)          | Vlag van Rusland             |    |
| 4                      | Susanna Rahkamo (9) Petri Kokko (9)          | Vlag van Finland             |    |
| 5                      | Sophie Moniotte (5) Pascal Lavachy (5)       | Vlag van Frankrijk           |    |
| 6                      | Anjelika Krylova (2) Vladimir Fedorov (2)    | Vlag van Rusland             |    |
| 7                      | Irina Romanova (2) Igor Jarosjenko (2)       | Vlag van Oekraïne            |    |
| 8                      | Katerina Mrazova (4) Martin Simecek (7)      | Vlag van Tsjechië            |    |
| 9                      | Jennifer Gooldbe (4) Hendryk Schamberger (8) | Vlag van Duitsland           |    |
| 10                     | Tatjana Navka (2) Samuel Gezolian (2)        | Vlag van Wit-Rusland         |    |
| 11                     | Margarita Drobiazko (3) Povilas Vanagas (3)  | Vlag van Litouwen            |    |
| 12                     | Marina Anissina Gwendal Peizerat (2)         | Vlag van Frankrijk           |    |
| 13                     | Yaroslava Nechaeva Yuri Chesnichenko         | Vlag van Letland             |    |
| 14                     | Radmilla Chrobokova (2) Milan Brzy (4)       | Vlag van Tsjechië            |    |
| 15                     | Agnieszka Domanska (3) Marcin Glowacki (3)   | Vlag van Polen               |    |
| 16                     | Diane Gerencser (5) Alexander Stanislav (2)  | Vlag van Zwitserland         |    |
| 17                     | Barbara Fusar-Poli Alberto Reani             | Vlag van Italië              |    |
| 18                     | Angelika Fuhring (2) Peter Wilczek (2)       | Vlag van Oostenrijk          |    |
| 19                     | Ivonne Schulz Sven Authorsen (3)             | Vlag van Duitsland           |    |
| 20                     | Laura Bonardi Alessandro Reani               | Vlag van Italië              |    |
| 21                     | Olga Pershankova Nikolai Morozov             | Vlag van Azerbeidzjan        |    |
| 22                     | Svetlana Chernikova Alexandr Sosnjenko       | Vlag van Oekraïne            |    |
| 23                     | Viera Poracova Pavel Porac                   | Vlag van Slowakije           |    |
| 24                     | Eniko Berkes (2) Szilard Toth (2)            | Vlag van Hongarije           |    |
| Vrije kür niet bereikt |                                              |                              |    |
| 25                     | Katri Kuusniemi Juha Sasi (3)                | Vlag van Finland             |    |
| 26                     | Albena Denkova (3) Hristo Nikolov (4)        | Vlag van Bulgarije           |    |
| 27                     | Anita Chaudharti Hans 't Hart                | Vlag van Nederland           |    |
| 28                     | Tuire Haahti Toni Mattila                    | Vlag van Finland             |    |
| 29                     | Anna Mosenkova Dmitri Kurakin                | Vlag van Estland             |    |

Medaillewinnaars

Mannen · 
Vrouwen ·
Paren · 
IJsdansen

Toernooi

1891 · 
1892 · 
1893 · 
1894 · 
1895 · 
1896-1897 · 
1898 · 
1899 · 
1900 · 
1901 · 
1902-1903 · 
1904 · 
1905 · 
1906 · 
1907 · 
1908 · 
1909 · 
1910 · 
1911 · 
1912 · 
1913 · 
1914 · 
1915-1921 · 
1922 · 
1923 · 
1924 · 
1925 · 
1926 · 
1927 · 
1928 · 
1929 · 
1930 · 
1931 · 
1932 · 
1933 · 
1934 · 
1935 · 
1936 · 
1937 · 
1938 · 
1939 ·
1940-1946 · 
1947 · 
1948 · 
1949 · 
1950 · 
1951 · 
1952 · 
1953 · 
1954 · 
1955 · 
1956 · 
1957 · 
1958 · 
1959 · 
1960 · 
1961 · 
1962 · 
1963 · 
1964 · 
1965 · 
1966 · 
1967 · 
1968 · 
1969 · 
1970 · 
1971 · 
1972 · 
1973 · 
1974 · 
1975 · 
1976 · 
1977 · 
1978 · 
1979 · 
1980 · 
1981 · 
1982 · 
1983 · 
1984 · 
1985 · 
1986 · 
1987 · 
1988 · 
1989 · 
1990 · 
1991 · 
1992 · 
1993 · 
1994 · 
1995 ·
1996 · 
1997 · 
1998 · 
1999 · 
2000 · 
2001 · 
2002 · 
2003 · 
2004 · 
2005 · 
2006 ·
2007 ·
2008 ·
2009 ·
2010 ·
2011 ·
2012 ·
2013 ·
2014 ·
2015 ·
2016 ·
2017 ·
2018 ·
2019 ·
2020 ·
2021 · 
2022 · 
2023 · 
2024 · 
2025

WK kunstschaatsen ·
WK kunstschaatsen junioren ·
Viercontinentenkampioenschap ·
Olympische Spelen